# André Donner
Andreas Matthias (André) Donner (Rotterdam, 15 januari 1918 – Amersfoort, 24 augustus 1992) was een vooraanstaand Nederlands rechtsgeleerde.
Hij studeerde rechten aan de Vrije Universiteit Amsterdam, waar hij op 21-jarige leeftijd cum laude afstudeerde aan de Juridische Faculteit. Al in 1941 promoveerde hij aldaar bij Victor Henri Rutgers op een proefschrift getiteld De rechtskracht van administratieve beschikkingen. Van 1945 tot 1958 was hij hoogleraar staatsrecht aan zijn alma mater. In 1958 werd hij rechter aan het Europees Hof van Justitie welke functie hij tot 1979 zou bekleden. Vervolgens was hij tot aan zijn emeritaat in 1984 hoogleraar aan de Rijksuniversiteit Groningen. In die tijd was hij ook president van de KNAW. 
Donner leidde verschillende commissies. De bekendste daarvan is de zogenaamde Commissie van Drie, die onderzoek deed naar het gedrag van prins-gemaal Bernhard van Lippe-Biesterfeld in de zogenaamde Lockheed-affaire. Ook leidde hij samen met Jo Cals in de jaren zestig een grondwetscommissie, de zogeheten commissie Cals-Donner. In 1971 kwam deze commissie met een voorstel dat uiteindelijk in 1983 tot een algehele Grondwetsherziening zou leiden.
Donner verzorgde een aantal edities van het Handboek van het Nederlandse staatsrecht, oorspronkelijk van de hand van prof. mr. C.W. van der Pot.
De gereformeerde André Donner was de zoon van Jan Donner (minister van Justitie en president van de Hoge Raad), de broer van J.H. Donner (schaker) en de vader van Piet Hein Donner (vicepresident van de Raad van State en minister).